# Starbuck (Minnesota)
Starbuck é uma cidade localizada no estado americano de Minnesota, no Condado de Pope.

## Demografia
Segundo o censo americano de 2000, a sua população era de 1314 habitantes.
Em 2006, foi estimada uma população de 1270, um decréscimo de 44 (-3.3%).

## Geografia
De acordo com o United States Census Bureau tem uma área de
4,1 km², dos quais 4,1 km² cobertos por terra e 0,0 km² cobertos por água. Starbuck localiza-se a aproximadamente 357 m acima do nível do mar.

## Localidades na vizinhança
O diagrama seguinte representa as localidades num raio de 20 km ao redor de Starbuck.